# اتفاقية روتشستر لحقوق المرأة لعام 1848

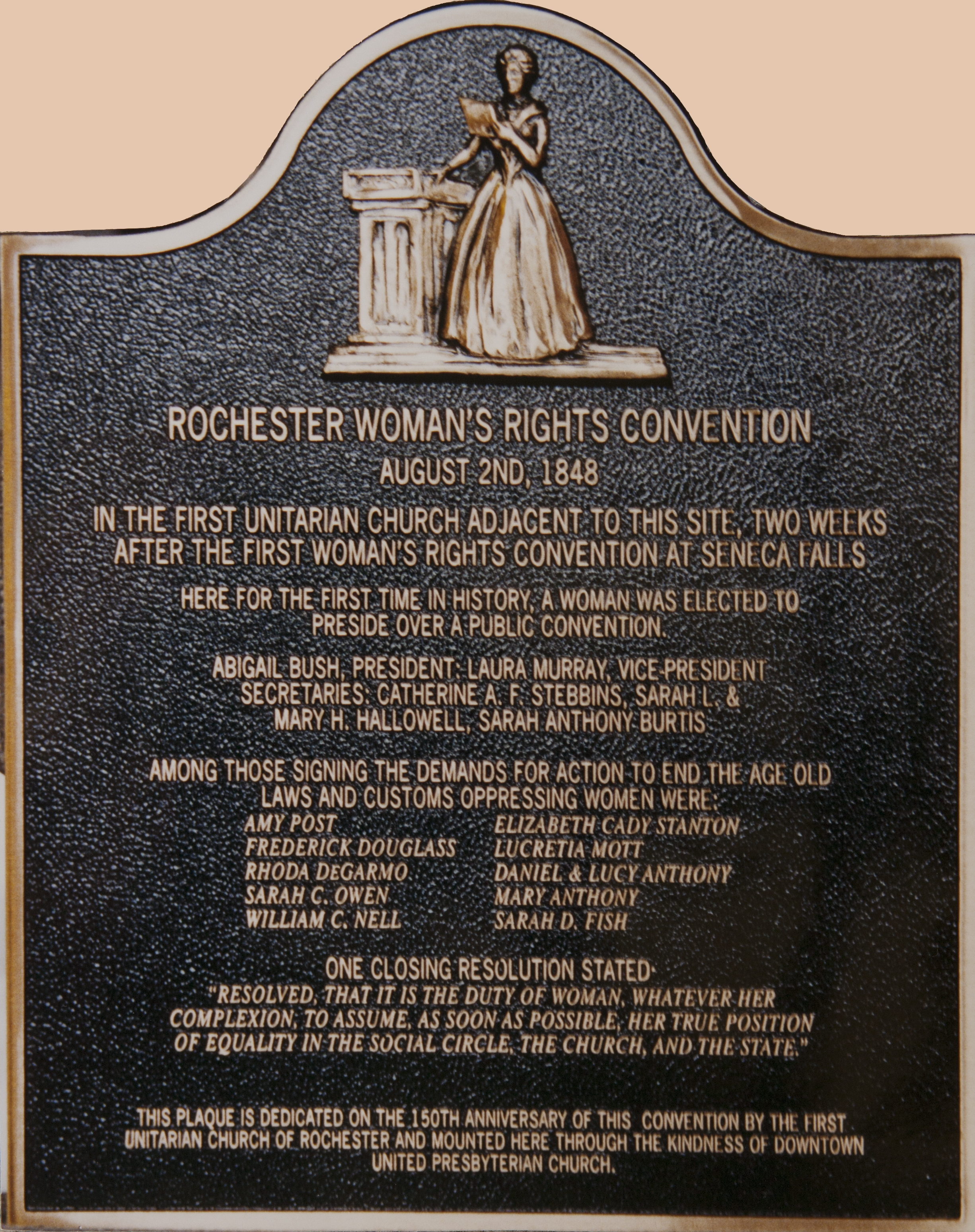
لوحة تاريخية لذكرى اتفاقية حقوق المرأة في روتشستر، نيويورك، 1848

اجتمعت اتفاقية روتشستر لحقوق المرأة لعام 1848 في 2 أغسطس عام 1848 في مدينة روتشستر، نيويورك. شارك العديد من منظميها في مؤتمر سينيكا فولز، أول اتفاقية لحقوق المرأة، قبل أسبوعين في سينيكا فولز، وهي بلدة صغيرة ليست بعيدة. انتخب مؤتمر روتشستر امرأة، آبيجيل بوش، كرئيسة لها، ما جعله أول اجتماع عام يتألف من رجال ونساء في الولايات المتحدة للقيام بذلك. قوبلت هذه الخطوة المثيرة للجدل بمعارضة حتى من قبل بعض المشاركين البارزين في الاجتماع. وافقت الاتفاقية على وثيقة إعلان المشاعر التي قُدمت لأول مرة في مؤتمر سينيكا فولز، بالإضافة للدعوة المثيرة للجدل لحق المرأة في التصويت. كما ناقشت حقوق المرأة العاملة واتخذت خطوات أدت إلى تشكيل منظمة محلية لدعم تلك الحقوق.
كان العديد من منظمي المؤتمر جزءًا من مجموعة من المنشقين من الكويكرز الذين بدأوا في الارتباط بالكنيسة التوحيدية الأولى في روتشستر، موقع المؤتمر. ضمت هذه المجموعة عائلة دانيال ولوسي أنتوني، التي أصبحت ابنتها سوزان بي أنتوني فيما بعد أبرز زعيم وطني لحركة حق المرأة في التصويت.

## التاريخ

### الخلفية
كان على نشطاء حقوق المرأة الأوائل أن يتعاملوا مع الاعتقاد السائد بأن المرأة ملزمة بالسماح لزوجها أو قريب ذكر آخر بالتحدث نيابة عنها في الأماكن العامة. كانت هناك معارضة شديدة لفكرة تعبير النساء عن آرائهن «للجماهير المختلطة»، وهو الاسم الذي أطلق على الجماهير التي تضم الرجال والنساء على حد سواء. في عام 1837، أصدرت كنيسة الأبرشانيون في ماساتشوستس وهي قوة رئيسية في تلك الولاية، خطابًا ساذجًا قُرأ في كل أبرشية انتقدت بشدة هذه الممارسة، مدعية أنها «ستهدد الشخصية الأنثوية بضرر واسع النطاق ودائم».
رغم المعارضة، أصر عدد صغير ولكن متزايد من النساء على التحدث علانية، لا سيما في معارضة العبودية. شجع بعض الرجال المؤيدين لإلغاء الإبطالية هذه الممارسة بينما رفض البعض الآخر قبولها. بدأت الخلافات حول دور المرأة في تعطيل حركة الإبطالية، ما ساهم في حدوث انقسام في مؤتمر عام 1840. نشأت توترات مماثلة داخل المؤسسات التعليمية، والتي كانت قد بدأت للتو في قبول النساء في الدراسات العليا، وداخل حركة الاعتدال. نظمت الناشطات المهتمات في غرب نيويورك أول اتفاقية لحقوق المرأة، اتفاقية سينيكا فولز، لمناقشة حقوق المرأة في 19-20 يوليو عام 1848 في قرية سينيكا فولز. ودعوا إلى تنظيم اتفاقيات مماثلة في جميع أنحاء البلاد.

### الاتفاقية
بعد أسبوعين من مؤتمر سينيكا فولز، نظم العديد من المشاركين مؤتمر متابعة في روتشستر، نيويورك، وهي مدينة ليست بعيدة عن الغرب كانت موطنًا لعدد من نشطاء الإصلاح. مثل الاتفاقية السابقة، كانت اتفاقية روتشستر مفتوحة لأي شخص مهتم. كانت لوكريشا موت، وهي ناشطة إصلاحية بارزة في الكويكرز ومتحدثة عامة متمرسة وكانت تزور المنطقة من فيلادلفيا، كما كانت متحدثة بارزة في سينيكا فولز. بناءً على نداء من صديقتها آمي بوست، إحدى منظمي مؤتمر روتشستر، وافقت موت على البقاء في المنطقة لفترة كافية لحضور هذا المؤتمر أيضًا. اجتمع المنظمون في اجتماع تمهيدي في اليوم السابق للمؤتمر في قاعة ميكانيكال بروتيكشن (حماية الميكانيكيين) في روتشستر لاقتراح قائمة من الموظفين. المثير للجدل أن تلك القائمة تضمنت سيدة، آبيجيل بوش، كرئيسة.
عُقد مؤتمر روتشستر في 2 أغسطس عام 1848 في الكنيسة التوحيدية الأولى في روتشستر، والتي «كانت مليئة حد الفيضان». دعت إيمي بوست المؤتمر لطلب وقراءة لائحة الموظفين المقترحة. رفضت إليزابيث ماكلينتوك التي اقتُرحت كواحدة من السكرتيرات الثلاث للمؤتمر هذا المنصب لأنها لم توافق على ترشيح امرأة لمنصب الرئيس. كما قوبل ترشيح بوش رئيسًا للولاية للمعارضة من قبل لوكريشيا موت وإليزابيث كادي ستانتون، اللتين «اعتقدتا أن وجود امرأة في منصب الرئاسة هو أكثر التجارب خطورة». (كانت موت وستانتون من المنظمين الرئيسيين لاتفاقية سينيكا فولز، حيث تمسكن بالتقاليد من خلال انتخاب رجل كرئيس لها). على الرغم من شكوك بعض أعضائها البارزين، انتخبت اتفاقية روتشستر آبيجيل بوش رئيسة لها، فكان أول اجتماع عام يتألف من رجال ونساء في الولايات المتحدة تكون فيه امرأة رئيسة له. أدارت الاجتماع بطريقة مختصة، وبددت بسرعة الشكوك حول حكمة هذا الاختيار.
قالت بوش في وقت لاحق، «في ختام الجلسة الأولى، تقدمت لوكريشيا موت، وطوقتني بين ذراعيها بحنان وشكرتني على ترؤس المؤتمر. عندما وجدت أن عملي قد انتهى، بدت قوتي وكأنها هجرتني وبكيت كطفل صغير. لكن ذلك أنهى الشعور لدى النساء بأنه يجب أن يكون لديهن رجل يترأس اجتماعاتهن». بعد أربع سنوات، ترأست موت نفسها المؤتمر الوطني الثالث لحقوق المرأة في سيراكيوز. اعتذرت ستانتون بعد ذلك عن «سلوكها الأحمق» في مؤتمر روتشستر في رسالة إلى إيمي بوست، قائلة: «عذري الوحيد هو أن المرأة لم تكن معتادة على التصرف بكفاءة في المواقف العامة لدرجة أنها لا تعرف دائمًا ما المناسب لمن حولها».
لم يكن أمناء المؤتمر معتادين على التحدث علنًا. عندما حاولوا قراءة محضر الاجتماع التمهيدي، لم يتمكنوا من التحدث بصوت عالٍ بما يكفي لتسمع أصواتهن في جميع أنحاء الغرفة. طلبت بوش من الجمهور أن يتذكروا أن الحركة لا تزال في مهدها وأن يستمعوا بتعاطف إلى المتحدثين الذين لديهم «أجساد مرتجفة وألسنة مترددة». تطوعت سارة أنتوني بورتيس، وهي معلمة في المدرسة لديها خبرة في التحدث بصوت عالٍ، لقراءة المحضر.
وافقت الاتفاقية بسهولة على وثيقة إعلان المشاعر التي قُدمت في اتفاقية سينيكا فولز، بما في ذلك الطلب المثير للجدل لحق المرأة في التصويت. تحدث رجلان أمريكيان من أصل أفريقي، فريدريك دوغلاس وويليام كوبر نيل، وكلاهما من المدافعين البارزين عن الإبطالية، لصالح حقوق المرأة في اتفاقية روتشستر. أشرك عدد قليل من الرجال بعض الناشطات في النقاش، قائلين، على سبيل المثال، إن الزواج من شركاء متساوين لا يمكن أن ينجح لأنه لن يكون هناك من يتخذ القرار النهائي في حالة الخلاف. ردت لوكريشيا موت بأنها كانت على علم بمثل هذه الزيجات داخل مجتمع الكويكرز، وكانوا ناجحين كذلك.
تضمنت الاتفاقية مناقشة حقوق المرأة العاملة. ودعت إلى المساواة في الأجر عن العمل المتساوي، وكلفت السيدة روبرتس بمهمة تشكيل لجنة للتحقيق في حالة المرأة العاملة في روتشستر. بعد المؤتمر، أنشأت اتحاد حماية المرأة في روتشستر.
شكرت موت الموحدين في روتشستر على السماح لاتفاقية حقوق المرأة بالاجتماع في كنيستهم. قالت قبل بضع سنوات، عندما سألت جمعية الإصلاح الأخلاقي النسائية في فيلادلفيا عما إذا كان بإمكانهن عقد مؤتمرهن السنوي في الكنيسة، مُنحن الإذن بالاجتماع فقط في الطابق السفلي وفقط إذا وافقن على عدم السماح للنساء بالكلام. اضطرت الجمعية إلى إحضار رجل دين لرئاسة المؤتمر وآخر لقراءة التقارير التي أعدتها النساء.
كانت الصحف في المجتمعات الأخرى بشكل عام معادية تمامًا لأنشطة حقوق المرأة، لكن تغطية الصحف المحلية لهذه الاتفاقية كانت ذات طبيعة مختلطة. قال الديموقراطيون من روتشستر، «لقد كان هذا تقليدًا رائعًا... يبدو أن الجهد الكبير كان لإخراج اقتراحات جديدة، وغير عملية، وسخيفة، ومثير للسخرية، وكلما زادت سخافته كان ذلك أفضل.» ومع ذلك، من أبرز الخطوات التي اتخذتها الاتفاقية تخفيف معاناة المرأة العاملة. قدمت صحيفة روتشستر ديلي أدفرتر إشارات نمطية إلى الرجال الذين يرتدون البيتيكوت والنساء اللواتي يرتدين البنطلونات.